# Micromelalopha troglodytodes
Micromelalopha troglodytodes är en fjärilsart som beskrevs av Sergius G. Kiriakoff 1963. Micromelalopha troglodytodes ingår i släktet Micromelalopha och familjen tandspinnare. Inga underarter finns listade i Catalogue of Life.